# Julio Lores
Julio Lores Colán (Huaral, 1908. szeptember 15. – 1947. július 15.), perui és mexikói válogatott labdarúgó.
A perui válogatott tagjaként részt vett az 1930-as világbajnokságon.

## Külső hivatkozások
- Julio Lores a national-football-teams.com honlapján